# Herramélluri
Herramélluri – gmina w Hiszpanii, w prowincji La Rioja, w La Rioja, o powierzchni 10,88 km². W 2011 roku gmina liczyła 117 mieszkańców.